# Rosyjskie Studio Dramatyczne
Rosyjskie Studio Dramatyczne (ros. Русская драматическая студия) – rosyjski emigracyjny teatr w Warszawie w okresie międzywojennym i pierwszych latach II wojny światowej
Studio powstało w Warszawie we wrześniu 1932 r. z inicjatywy Galiny Stiepanickiej i Bazylego Sykiewicza, którzy byli byłymi aktorami Moskiewskiego Akademickiego Teatru Artystycznego (MChAT). W wyniku ogłoszonego naboru do nowo utworzonego teatru przyjęto 23 młode osoby spośród studentów, robotników i innych zawodów, chcących występować na scenie. W połowie grudnia tego roku odbyło się pierwsze wystąpienie teatralne. Przede wszystkim wystawiano spektakle na motywach dzieł wielkich pisarzy rosyjskich. W 1933 r. na scenie teatru występował znany aktor i reżyser rosyjski Michaił Czechow. W 1934 r. Studio otrzymało status pierwszego teatru rosyjskiego w Polsce. Jednocześnie odbyto tournée po takich miastach, jak Wilno, Poznań, Toruń czy Białystok. Siedziba teatru została przeniesiona z ulicy Senatorskiej 17 na ulicę Nowy Świat 19. O spektaklach coraz częściej pisała polska prasa zarówno specjalistyczna, jak też codzienna. Po zajęciu Polski przez wojska niemieckie jesienią 1939 r., Studio zostało zamknięte, ale po pewnym czasie mogło wznowić działalność teatralną. Nowa siedziba mieściła się w byłym polskim Teatrze „Komedia”. Ostatecznie Rosyjskie Studio Dramatyczne zostało zlikwidowane w 1941 r.